# Winnertzia solidaginis
Winnertzia solidaginis är en tvåvingeart som beskrevs av Ephraim Porter Felt 1907. Winnertzia solidaginis ingår i släktet Winnertzia och familjen gallmyggor.
Artens utbredningsområde är New York. Inga underarter finns listade i Catalogue of Life.